# Pseudopanurgus fraterculus
Pseudopanurgus fraterculus är en biart som först beskrevs av Cockerell 1896.  Pseudopanurgus fraterculus ingår i släktet Pseudopanurgus och familjen grävbin. Inga underarter finns listade i Catalogue of Life.